# Massif de Sopron
Le massif de Sopron (en hongrois : Soproni-hegység ; en allemand : Ödenburger Gebirge) est un massif collinéen situé autour de Sopron dans l'Alpokalja. Leur point culminant est le Brentenriegel (606 m).